# Terrell Buckley
Terrell Buckley (Pascagoula, 7 de junho de 1971) é um jogador profissional de futebol americano estadunidense que foi campeão da temporada de 2001 da National Football League jogando pelo New England Patriots.